# Boksning under sommer-OL 2016 – Letvægt (damer)
Kvindernes letvægtsklasse i boksning under sommer-OL 2016 i Rio de Janeiro blev afholdt i perioden d. 12. - 19. august 2016 i Riocentro.

## Tidsoverigt
Alle tider er brasiliansk tid (UTC−3).
| Dato                   | Tid   | Runde        |
| ---------------------- | ----- | ------------ |
| Fredag 12. august 2016 | 11:34 | Runde af 16  |
| Mandag 15. august 2016 | 11:00 | Kvartfinaler |
| Onsdag 17. august 2016 | 14:00 | Semifinaler  |
| Fredag 19. august 2016 | 16:00 | Finale       |